# Parornix extrema
Parornix extrema is een vlinder uit de familie van de mineermotten (Gracillariidae). De wetenschappelijke naam van de soort werd voor het eerst geldig gepubliceerd in 2003 door Kuznetzov & Baryschnikova.